# 張保皐記念館
張保皐記念館（チャン・ボゴきねんかん）は大韓民国全羅南道莞島郡にある張保皐の記念館である。土地面積14,472m²、建築面積1,739m²、展示面積730m²の地上2階の鉄筋コンクリート建物である。1階には中央ホール、映像室、企画展示室、収蔵庫、休憩室があり、2階には常設展示室である1展示室、海辺の道、2展示室がある。

## 展示案内
1階中央ホールには清海鎮船舶研究所馬光南（マ・グァンナム）所長が製作して「海上王張保皐記念事業会」から寄贈した「張保皐貿易船」が実物の1/4の大きさで制作・展示されており、中国工芸美術大師である陸光正氏がシナノキで製作した「海上王張保皐」という大型の木造壁画（横8m×縦2.2m）が展示されている。 
2階の常設展示室は「根」、「清海鎮の成り立ち」、「海上帝国」、「航海」などテーマ別に4つの区域に区分されており、各区域ごとにテーマに合った遺物が展示されている。